# Hostenbach
Hostenbach ist der größte Ortsteil (Gemeindebezirk) der Gemeinde Wadgassen im Landkreis Saarlouis (Saarland).

## Geographie

### Lage
Hostenbach liegt im Südwesten des Saarlandes und am nördlichen Rand der Warndt-Region. Es erstreckt sich zwischen der L271 (Provinzialstraße) im Westen und der Saar und Autobahn A620, die den Ort im Norden und Osten umklammern.
Im Südosten ist die Gemeinde begrenzt durch die Schlackenhalden der Völklinger Hütte, an die sich der Völklinger Stadtteil Wehrden anschließt. Im Norden grenzt der Ort an die Gemeinde Wadgassen und jenseits der Provinzialstraße im Westen liegt Schaffhausen.
Die nächstgelegenen Städte sind Saarlouis mit 7,4 km und Völklingen mit 3,5 km Entfernung. Die Bist fließt durch das Dorf und mündet hier in die Saar.

## Geschichte
Die älteste bekannte schriftliche Erwähnung des Ortes findet sich in einer Urkunde der Gräfin Hedwig von Zweibrücken aus dem Jahr 1225. Und aus Hostenbach stammt der älteste vollwertige Brief Wadgassens vom 17. Januar 1791. Der Name Hosten leitet sich aus Hausten ab, das vom mundartlichen Hau (Heu) kommt. Hausten waren Holzgestelle zum Trocknen des Heus. Hostenbach gehörte bis 1792 zur Abtei Wadgassen.
Hostenbach wurde im Zuge der Saarländischen Gebiets- und Verwaltungsreform am 1. Januar 1974 zusammen mit Differten, Schaffhausen und Werbeln in die Gemeinde Wadgassen eingegliedert.

### Die ehemalige Grube
In Hostenbach wurde seit Anfang des 17. Jahrhunderts Kohle gegraben. Zunächst war die Grube im Besitz der Abtei Wadgassen. Seit 1725 gab es einen Streit mit den Saarbrücker Grafen um die Abbaurechte, der erst 1759 von Fürst Wilhelm Heinrich beigelegt wurde, in dem die Abtei Wadgassen bis zu ihrer Auflösung 1790 die Abbaurechte behalten durfte. Mit der Auflösung der Abtei ging die Grube in den Besitz des französischen Staates über.
1798 wurde die Hostenbacher Grube von Nicolas Villeroy bei einer Versteigerung erworben und von seinem Bruder Pierre Villeroy verwaltet. Im Laufe des gleichen Jahrhunderts wurde sie von Richard Vopelius aus Sulzbach gekauft, der sie für sein Glaswerk nutze. 1815 wurde mit dem ersten Tiefbauschacht mit einer Zehn-PS-Dampfmaschine in Hostenbach der Beginn des Tiefbaus an der Saar eingeläutet. Nach einer anderen Quelle waren das die ersten Tiefbauschächte (Schachtbau statt Stollenbau) in Deutschland.
1857 heiratete Carl Röchling Alwine Vopelius. Als Mitgift erhielt das Paar Anteile an der Grube, die zunächst noch mehrheitlich der Vopeliusfamilie gehörte. Carl übernahm kurze Zeit später die Führung und war ab 1899 alleiniger Geschäftsführer. Damit war die Grube in den Besitz der Familie Röchling aus Völklingen übergegangen, die die Kohle für die Eisen- und Stahlerzeugung einsetzte. Sie war damals eine von zwei saarländischen Gruben in Privatbesitz.
Nach dem Ersten Weltkrieg wurde sie durch den französischen Staat in Besitz genommen und 1932 stillgelegt.
Während dieser Zeit des Völkerbund-Mandats über das Saargebiet (1920–1935) bestand in Hostenbach eine Domanialschule.
Die Privatgrube Hostenbach hatte 18 Schächte, die in der Zeit von 1805 bis 1917 in die Teufen von 24 bis 338 Meter niedergebracht wurden. 1850 war das Konzessionsfeld der Grube noch 707 ha groß, 1910 bereits 1069 und 1913 schließlich sogar 1247.
1865 wurde als erster Tiefbauschacht der Union-Schacht abgeteuft. 1872 erhielt die Grube Hostenbach als erste Grube im Saarland eine Fahrkunst. Sie wurde im Karl-Schacht der Union-Schachtanlage eingebaut. Die Fahrkunst war bis 1906 im Betrieb und wurde dann durch eine Seilfahrt ersetzt.
1873 wurde in der Grube eine unterirdische Schmalspurbahn in Betrieb genommen(ebd. S. 83). 1874 wurde eine eingleisige Schmalspurbahn vom Union-Schacht zur Saar in Betrieb genommen, die nach Errichtung der Kohlenwäsche 1904 um eine zweite Spur erweitert wurde. Die Strecke führte am Hostenbacher Friedhof entlang parallel zur Bachstraße bis zur Saar. 1919 gab es einen Unfall mit der Grubenbahn, bei dem der Lokführer so schwer verletzt wurde, dass er kurze Zeit später starb.
Da die Flötze in Hostenbach stark gestört waren, war der Abbau aufwändig und die wirtschaftliche Situation der Grube prekär (ebd. S. 70).
In den Jahren 1925–1927 wurden im Schnitt jeden Monat zwischen 12.000 und 18.000 Tonnen Kohle mit einer Belegschaft zwischen 600 und 1000 Mitarbeitern gefördert. Es waren zu dieser Zeit die Schachtanlagen Union, Karl, Werbeln, Barbara und Lorely im Betrieb.
Heute erinnern nur noch die Abraumhalden der ehemaligen Grube (Grubenkipp) an die lange Geschichte des Bergbaus in Hostenbach. In den späten 1960er und frühen 1970er Jahren gab es dort (in der Verlängerung der Puhlstraße) auch eine Aufbereitungsanlage, die den Abraum für die kommerzielle Nutzung bearbeitete. Die Anlage wurde in den 1970er Jahren stillgelegt und dann abgerissen. Später diente die Kipp als illegale Mülldeponie. Heute sind die Hügel durch Wanderwege erschlossen. Dort lassen sich noch Versteinerungen finden.
Auf der gegenüberliegenden Straßenseite im benachbarten Ortsteil Schaffhausen befindet sich heute noch das Fördermaschinenhaus des sogenannten Karl-Schachts der Grube Hostenbach, das aus dem Jahre 1870 stammt. Es steht heute unter Denkmalschutz.

### Das ehemalige Blechwalzwerk
1893 begann der Bau des Warmwalzwerkes in Hostenbach durch Rudolf Weber, einem Industriellen aus dem Siegerland. 1895 wurde die Produktion aufgenommen. Zunächst wurde Halbzeug aus lothringischen Hüttenwerken verarbeitet, später wurden der Stahl aus dem eigens dafür erbauten Siemens-Martin-Stahlwerk mit vier Öfen gewalzt.
1912 verkauf Weber sein Werk an die Burbacher Hütte, die zu ARBED gehörte. Der neue Besitzer gestaltete die Anlage um und konnte so die Produktion von 3000 auf 8000 Tonnen Bleche monatlich steigern. Nach der Stilllegung des Stahlwerks 1924 wurde Stahl aus Burbach verarbeite.
In den Jahren 1943 bis zur Evakuierung im Oktober 1944 war dem Blechwalzwerk ein Zwangsarbeiterlager für ca. 50 sowjetische Deportierte zugeordnet. Im Zweiten Weltkrieg wurden erhebliche Teile des Werkes zerstört, so dass die Produktion erst im Jahre 1948 wieder aufgenommen werden konnte. In den 1950er Jahren wurden jährlich um die 100 000 Tonnen Bleche gewalzt mit einer Beschäftigtenzahl von etwa 350. 1972 wurde das Werk aufgrund veralteter Produktionstechnik und fehlenden Rohstahlkapazitäten geschlossen.

## Politik

### Ortsrat
Kommunalwahlen 25. Mai 2014
| Partei/Liste | SPD | CDU | FDP |
| Sitze        | 7   | 3   | 1   |

### Ortsvorsteher
Derzeitiger Ortsvorsteher ist Axel Martin.

### Wappen

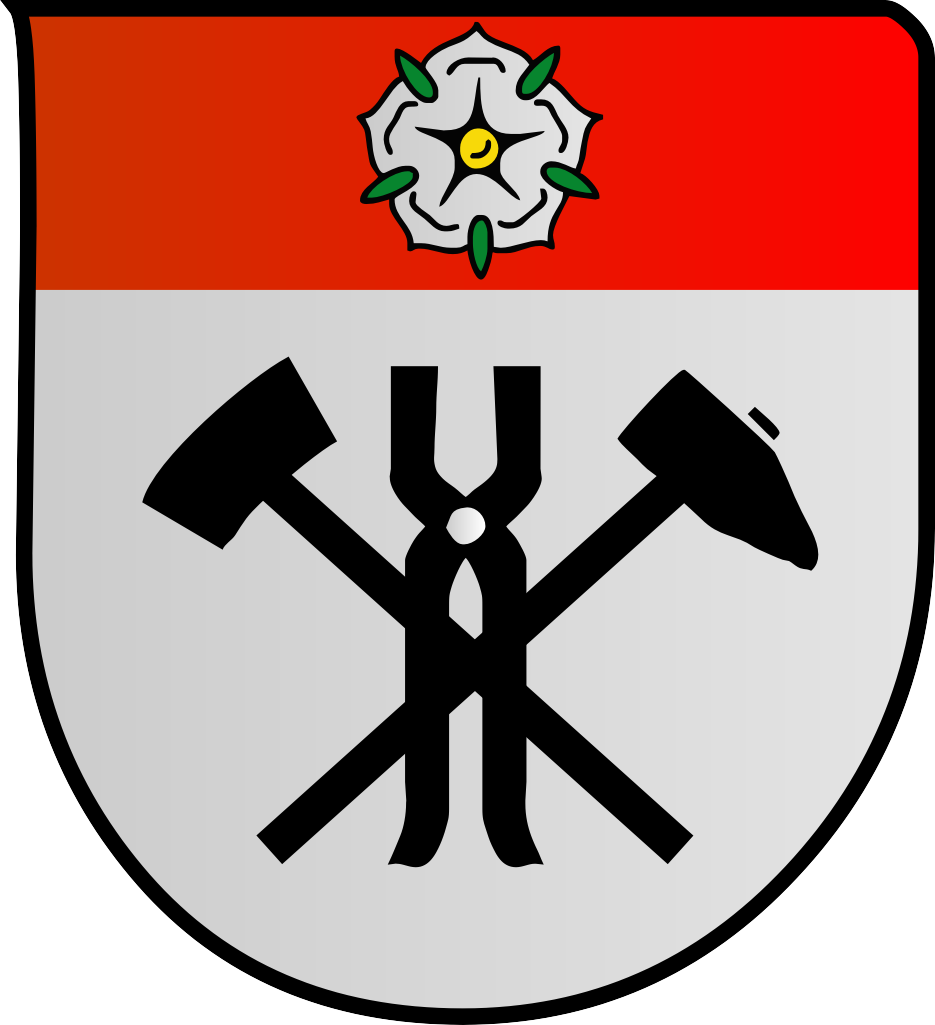
Wappen Wadgassen-Hostenbach

Mit Stand 2014 gehört Hostenbach zu den drei der insgesamt fünf Gemeindeteilen der Großgemeinde Wadgassen, die nicht über ein eigenes, offizielles Wappen verfügen. Jedoch gibt es zwei inoffiziell genutzte Wappenentwürfe, die auch in der Gemeinde regelmäßig Verwendung finden, so auch bei Publikationen. Sie unterscheiden sich dabei lediglich in der Couleur der Wappen. Meist findet die Variante, die in den 1990ern auf dem Gemeindeteller abgebildet wurde, Verwendung.
Blasonierung der Variante in Silber-Blau. „Den Schild in Blau und Silber. Im silbernen Schildhaupt die rote Rose mit grünen Kelchblätter und goldenem Butzen. Auf Blau in Silber das Gezähe über der gestürzten Zange.“. In einer neueren Fassung des Wappenvorschlages abzuändern in: „Auf Blau in Silber das Gezähe über der gestürzten Zange, eine silberne Ähre auf beiden Seiten.“
Blasonierung des Wappens, das so auch auf dem Gemeindeteller zu finden ist. „Den Schild in Rot und Silber. Im roten Schildhaupt die silberne Rose mit grünen Kelchblätter und goldenem Butzen. Auf Silber in Schwarz das Gezähe über der Zange.“

## Das Dorf
Einige kulturelle Veranstaltungen wie das alljährliche Dorffest finden auf dem Marktplatz statt.
Zentrum der dörflichen Gemeinschaft ist die Mehrzweckhalle Glück-auf-Halle. In ihr befindet sich auch eine Bergmannsstube mit bergmännischem Gezäh und Bergbaumotiven.

### Herz-Jesu-Kirche

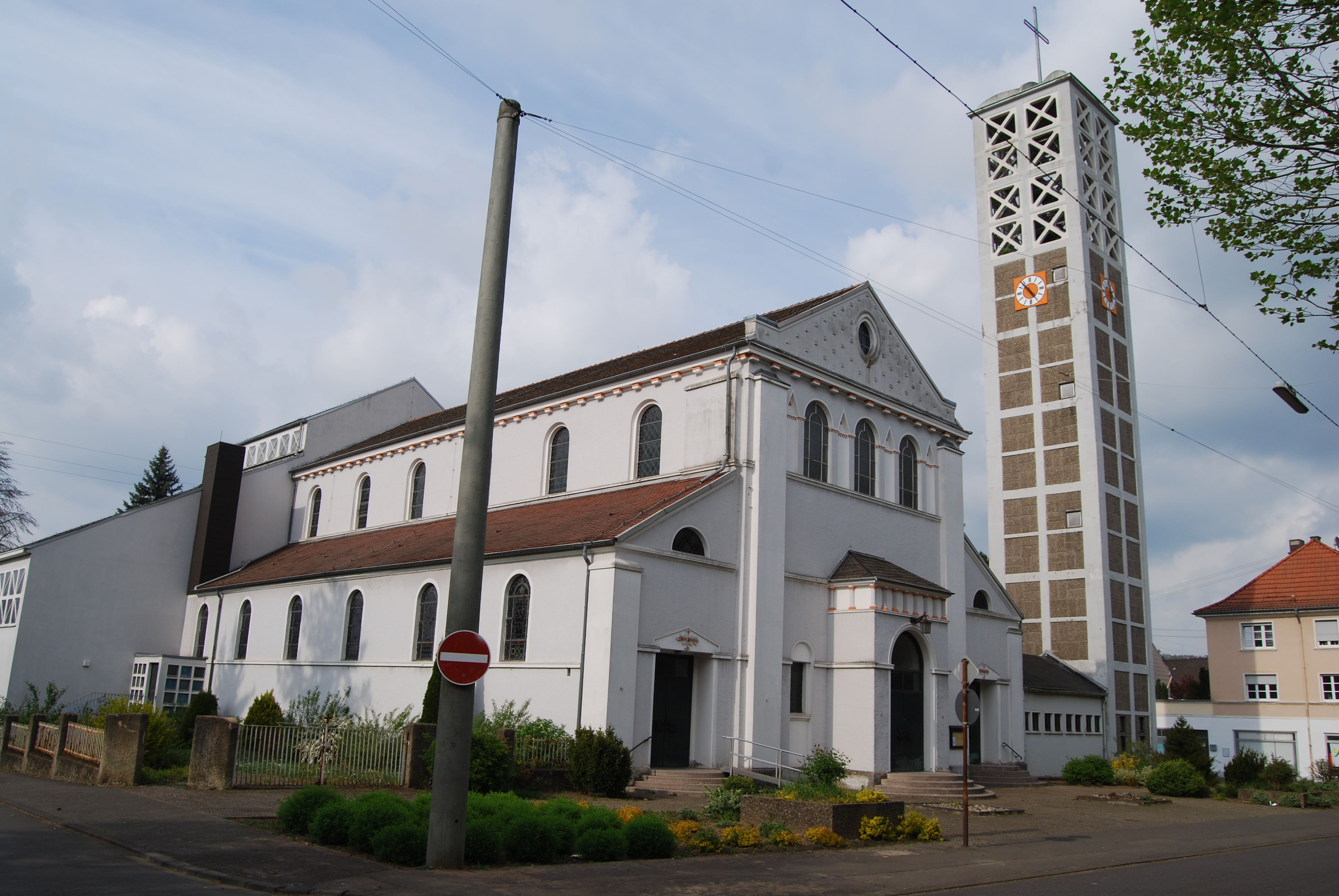
Hostenbach Kirche mit Anbau und denkmalgeschütztem Kirchturm

1899 wurde ein Kirchenbauverein in Hostenbach gegründet. Wunsch war es, für die wachsende Gemeinde ein eigenes Gotteshaus zu bauen, um sich den langen Fußweg nach Wadgassen zu ersparen und auch die Wadgasser Kirche zu entlasten.
1914 waren die Pläne für die Kirche fertig, der Bau wurde allerdings durch den Ausbruch des Ersten Weltkriegs zurückgestellt.
1920 wurde die Kirchengemeinde von Wadgassen unabhängig und bekam eine eigene Vermögensverwaltung. In den Jahren 1922–1923 wurde das Gotteshaus nach Entwürfen des Trierer Architekten Peter Marx gebaut und auf den Namen Herz Jesu Kirche Hostenbach geweiht.
Die Kirche ist einer Basilika nachempfunden. Sie sollte ursprünglich im barocken Stil erbaut werden, allerdings musste man sich aufgrund der Inflation mit einem bescheideneren Bau zufriedengeben. Es reichte nur für das Haupthaus.
Der Turm kam erst 1954/55 hinzu und ist vom Haupthaus abgesetzt. Er ist 45 Meter hoch und hat 5 Glocken. Er gehört heute als einziges Bauwerk in Hostenbach zu den denkmalgeschützten Gebäuden. In den 1960er Jahren wurde das Kirchenschiff aus Platzgründen erweitert. Die halbrunde Apsis wurde zu einem großzügigen Altarraum mit Seitenflügeln ausgebaut.

## Spitzkegelhalden „Hermann und Dorothea“

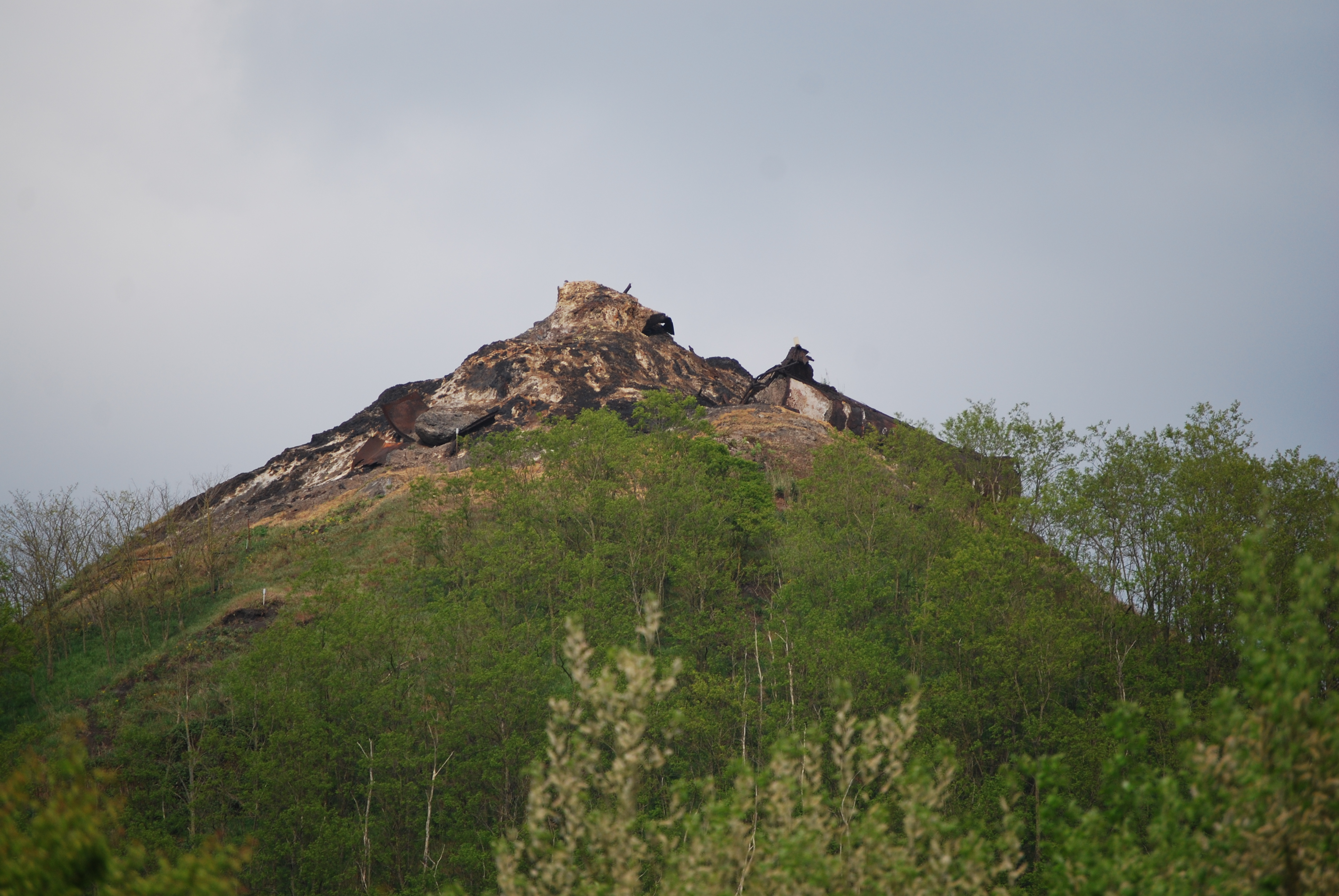
Abgesprengter Hungerturm (Gipfel rechts)

Beim Ort liegen drei, sich teilweise überlagernde künstlich aufgeschüttete Abraumhalden. Die gesamte Ablagerungsfläche beträgt 76 ha. Die Berge haben eine Höhe zwischen 90 und 130 Metern. Die Halden wurden nacheinander seit 1912 über mehrere Jahrzehnte mit Schrägaufzügen und Kipploren aufgeschüttet und bestehen aus Schlacken der Völklinger Hütte und Kraftwerksresten. Die rund 100 m hohe westliche Halde wurde von 1910 bis 1931 betrieben und die nördliche Halde von 1931 bis 1952. Die südliche Halde, die seit 1951 aufgeschüttet wurde, verlor mit Stilllegung der Hütte ihre Bedeutung. Der Dampf, der aus den Halden aufsteigt, zeugt bis heute von der großen Hitze, die noch im Innern herrscht.
Die Aufschüttung erfolgte über einen im Jahre 1910 errichteten 60 Meter hohen Eisenturms (im Volksmund „Hungerturm“ genannt), der später noch auf 110 Meter erhöht wurde. Der Turm war die Entladestation für die Seilbahn, die den Abraum zur Spitze des aufzuschüttenden Kegels transportierte.
Am 5. Dezember 1929 gab es auf der Halde eine Explosion, bei der sich Erdmassen lösten und auf die Schmalspurlok wälzten, die Kohle zur Kohlenwäsche brachte. Der Maschinist der Lok kam dabei ums Leben. Um solche Unglücke zukünftig zu vermeiden, wurde die Betonmauer um die Halde gebaut [Kaufmann, 2009, S. 45].
Die aus der Halde herausragende Spitze des Eisenturm wurde 1970 aus Sicherheitsgründen gesprengt. Dazu mussten die Häuser der in der Nähe der Halde gelegenen Straßenzüge vorübergehend evakuiert werden. Eine erste Sprengung war nicht erfolgreich. Deshalb musste noch ein zweites Mal gesprengt werden. Bei der zweiten Sprengung wurde mindestens ein Wohnhaus von Eisenträgern beschädigt.
Die erste Halde allein besteht aus 4 Millionen Kubikmeter Schlacke und Schutt.

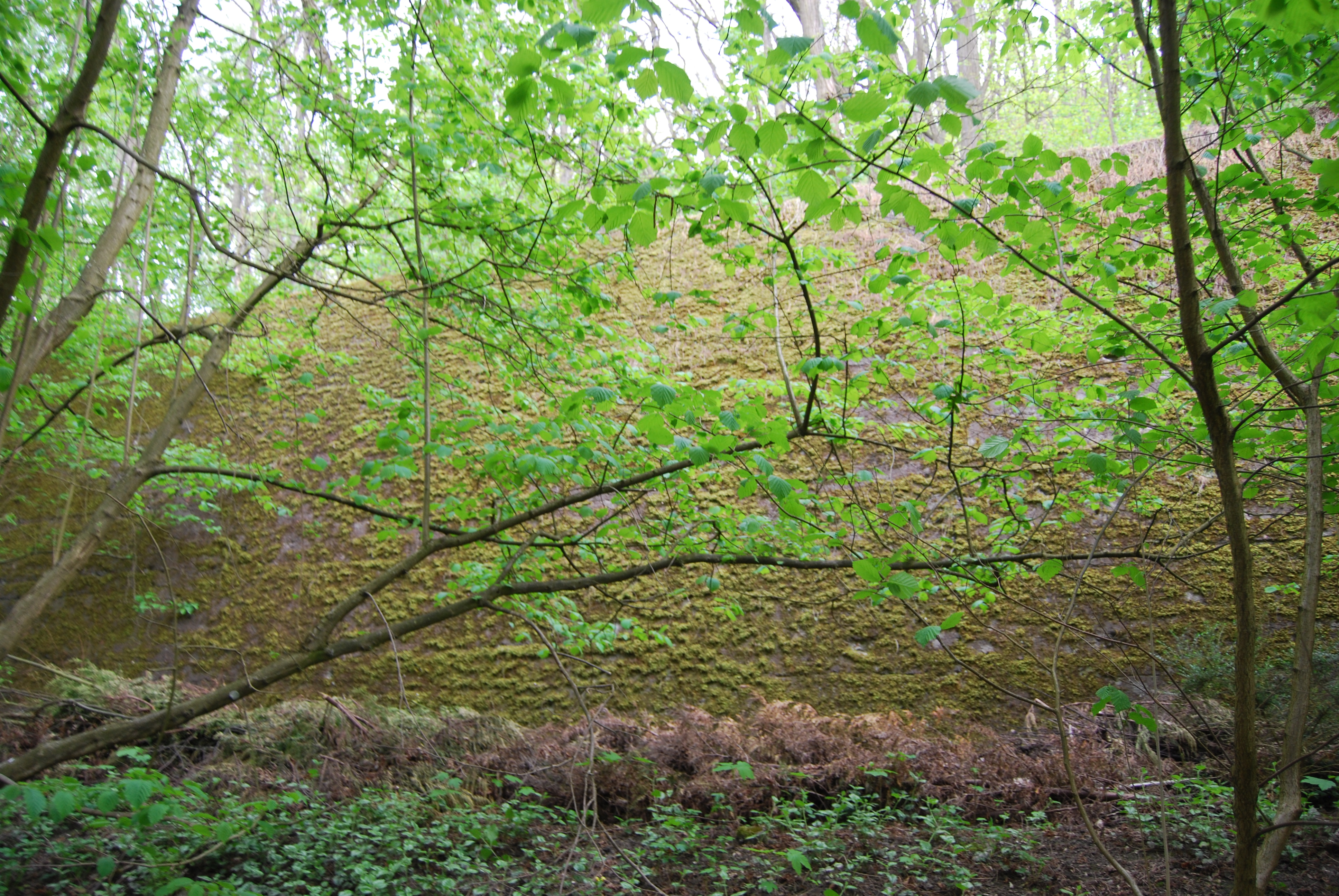
Alte Mauer um die Schlackenhalde

Die Schlackenhalden, die vollständig von einer Betonmauer umgeben bzw. eingezäunt sind, sind heute durch Anpflanzung von Bäumen und Sträuchern im Rahmen von Umweltschutz- und Landschaftsintegrationsmaßnahmen begrünt und bieten vielen Pflanzen und Tieren Lebensraum. Als Sekundärbiotop ist das Areal in jüngster Zeit Gegenstand wissenschaftlicher Studien.
Der Name Hermann und Dorothea wurde zu Ehren von Hermann Röchling und seiner Frau Theodora vergeben und ist eine Anspielung auf das gleichnamige Epos von Goethe. Im Volksmund werden die Berge Hostenbacher Alpen genannt.
Die Spitzkegelhalden waren auf einer Briefmarke des Saargebiets abgebildet. Die Post ging davon aus, dass es sich bei der Halde um Abraum der Hostenbacher Grube handelte. Als sich der Irrtum aufklärte, wurde die Briefmarke eingestampft.

## Bildungseinrichtungen
- Grundschule Hostenbach
- Freiwillige Ganztagsschule Hostenbach
- Bisttalschule Wadgassen – Standort Hostenbach[29]

## Verkehr

### Eisenbahn
- 1880 wurde Hostenbach durch die Bahnstrecke Völklingen–Thionville erstmals an das Schienennetz angebunden. Die Strecke wurde bis Bous weitergeführt. Ende des Zweiten Weltkriegs wurde die Brücke nach Bous zerstört und nicht wieder aufgebaut. Damit verlor die Strecke ihre Anbindung über die Rosseltalbahn zur Saarstrecke.[30]
- 1976 wird der Personenverkehr zwischen Saarbrücken und Hostenbach eingestellt.
- 2000 wird die Stilllegung des Streckenabschnitts Fürstenhausen bis Hostenbach genehmigt.
- 2003 pachtet das Automobillogistikunternehmen Mosolf den Streckenabschnitt Hostenbach–Überherrn für den Transport von Neuwagen.
- Am 13. Mai 2010 stand der aufgelassene Bahnhof in Hostenbach in Flammen und wurde danach abgerissen.[31]

### Busverkehr
Hostenbach ist in den Busverkehr der Kreisverkehrsbetriebe Saarlouis eingebunden. Eine Linie verbindet Saarlouis mit Hostenbach. Zusätzlich fährt eine Linie des Saar-Pfalz-Bus von Saarbrücken über Hostenbach bis Bisten. Zwischen 1956 und 1964 war der Ort durch ein Oberleitungsbussystem an Völklingen und Saarlouis angebunden (siehe Oberleitungsbus Völklingen).

## Freizeitmöglichkeiten

### Naturschutzgebiete
- Saaraue: Im Rahmen des RheinNetz-Projektes wurde 2005 ein rund 5 ha großes Gebiet zwischen der Autobahn A620 und der Saar als Biotop und Naherholungsgebiet angelegt und damit die Saaraue reaktiviert. Dazu wurden die bisherige Aufhöhungsfläche um 4,5 Meter abgesenkt und durch zwei Durchlässe zur Saar geöffnet. Damit steht die Fläche zur Überflutung zur Verfügung und leistet einen Beitrag zum Umweltschutz. Die Kosten der Maßnahme beliefen sich auf 1,5 Millionen Euro.[32][33]
- Spurker Wald: Circa 2 ha große Fläche entlang der Autobahn A620. Schutzzweck ist die Erhaltung und Sicherung einer Feuchtwiesenbrache im Übergang zu einem Vorwaldstadium sowie eines naturnah ausgeprägten Eichen-Birken-Hainbuchenwaldes.[34]
- Feldrain Stumpfbirken und Feldrain Neuland/Lambertstros: Seit 1989 liegt nordwestlich des Feldweges, der vom Wohngebiet Wehrden-Rauenhübel (Hochhäuser) nach Werbeln führt. Länge etwa 220 m, Breite etwa 5 m. Schutzzweck ist die Erhaltung von Feldrändern mit alten Schlehenhecken, Baumhecken sowie den dazugehörigen Säumen.[35]

### Sport
- Kraftsport: Der Kraftsport hat in Hostenbach sehr große Bedeutung. Der KSV Hostenbach hat viele überregional erfolgreiche Sportler hervorgebracht.
- Beachtennis: Der „Tennisclub Bisttal“ besitzt einen eigenen Beachtennisplatz. Dieser Tennisplatz war in den vergangenen Jahren Schauplatz der Saarlandmeisterschaften im Beachtennis. Diese Sportart ist in Hostenbach sehr beliebt, besonders bei den Hostenbacher Jugendlichen.

## Sehenswürdigkeiten

### Baudenkmäler
Siehe auch Liste der Baudenkmäler in Wadgassen
- Kath. Pfarrkirche Herz Jesu, 1922–1923 von Peter Marx erbaut, 1954 Glockenturm (Einzeldenkmal)

### Sonstige Sehenswürdigkeiten
- Denkmal für die Gefallenen des Krieges am Marktplatz

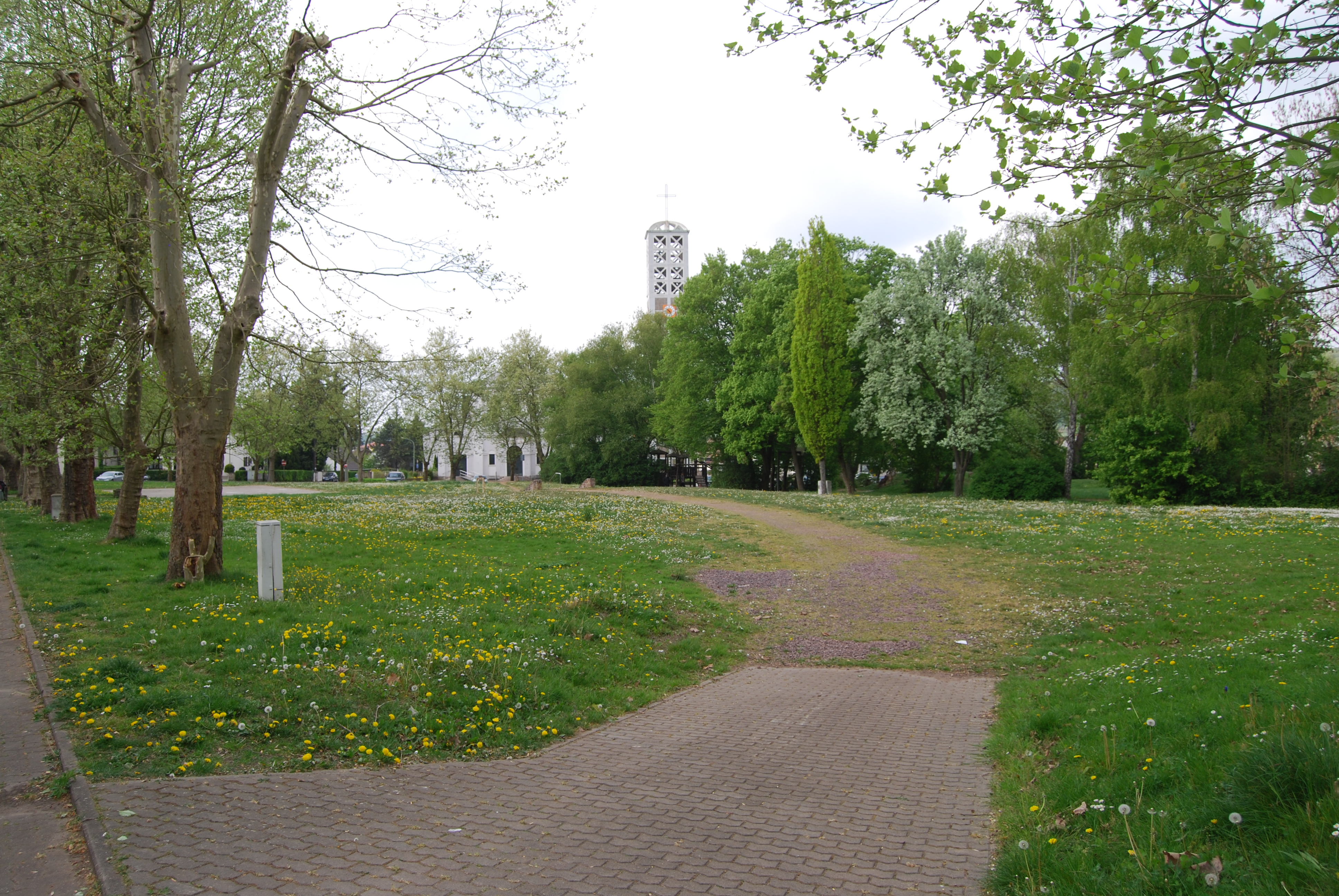
Marktplatz mit Kirche im Hintergrund
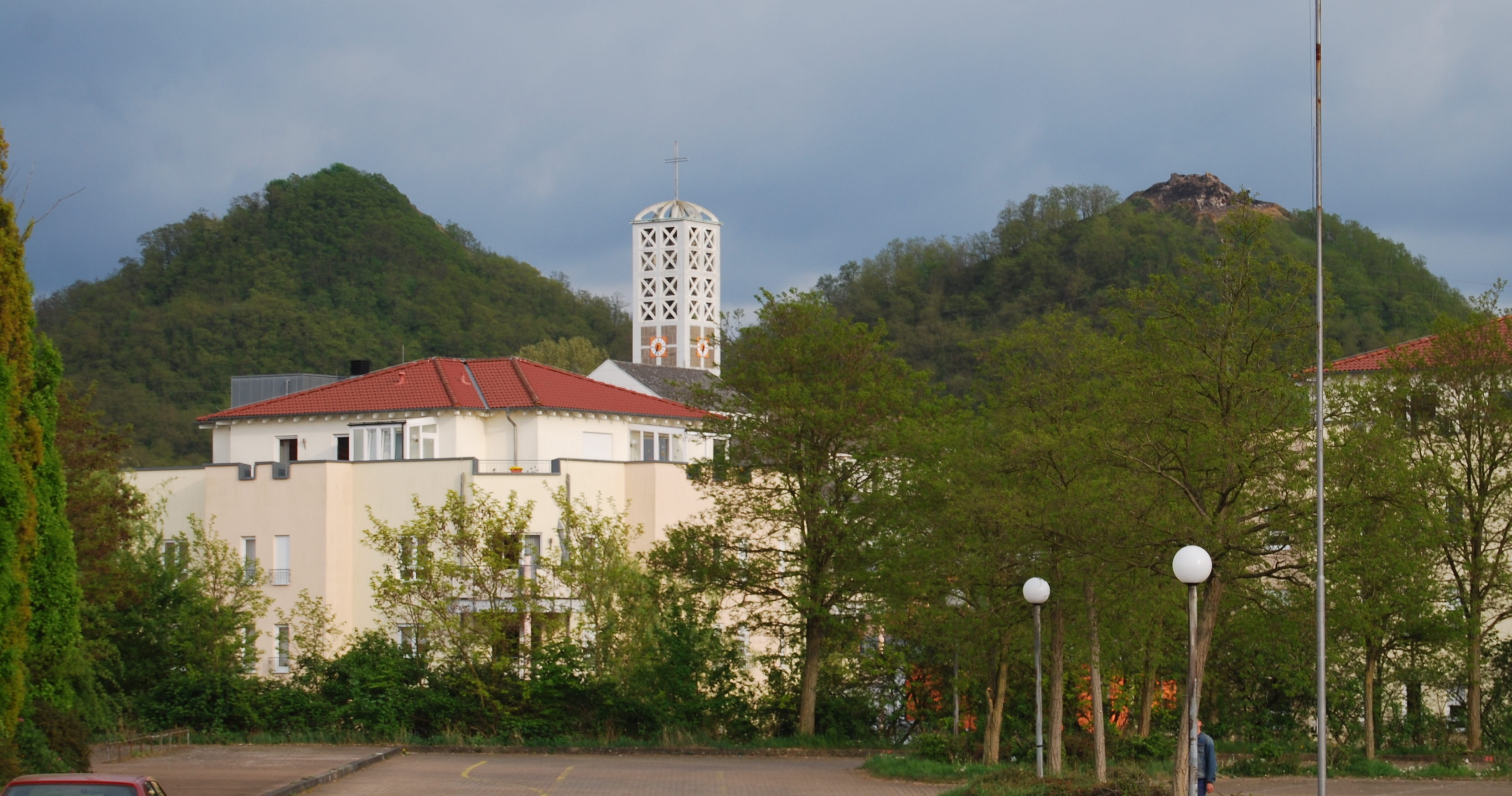
Schlackenhalden und Kirchturm
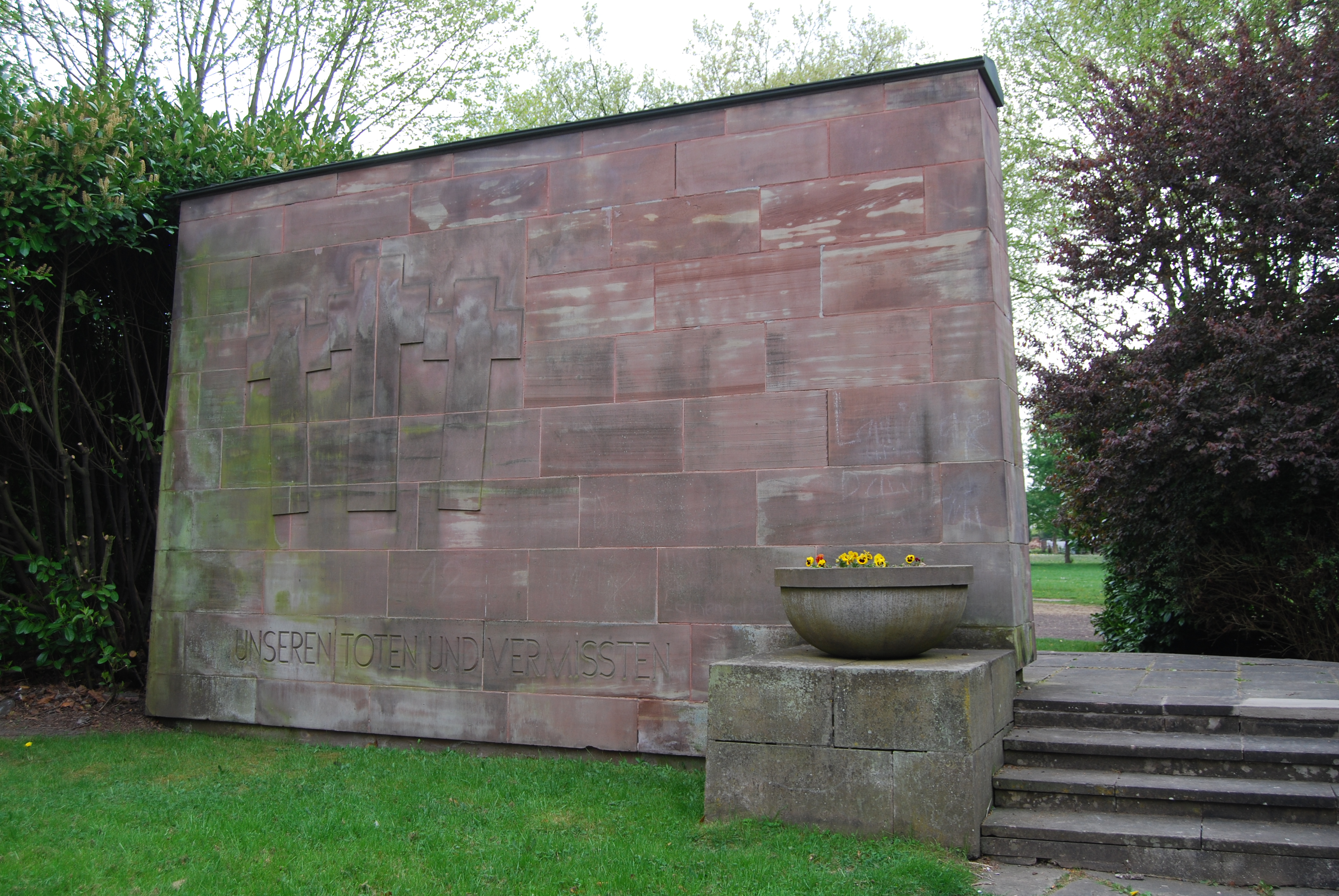
Ehrenmal für die Gefallenen des Ersten und Zweiten Weltkriegs
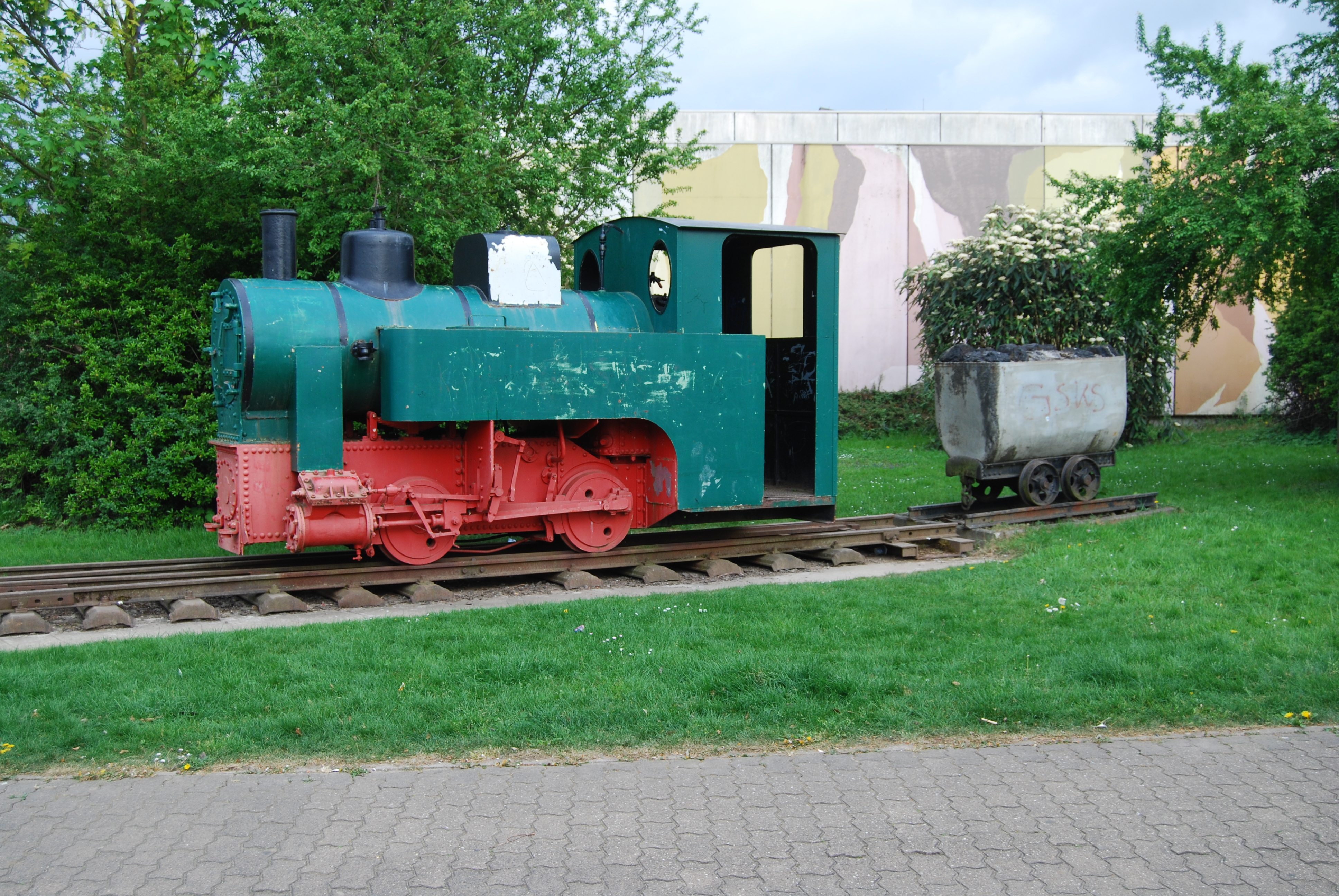
Grubenlok vor Bisttalschule
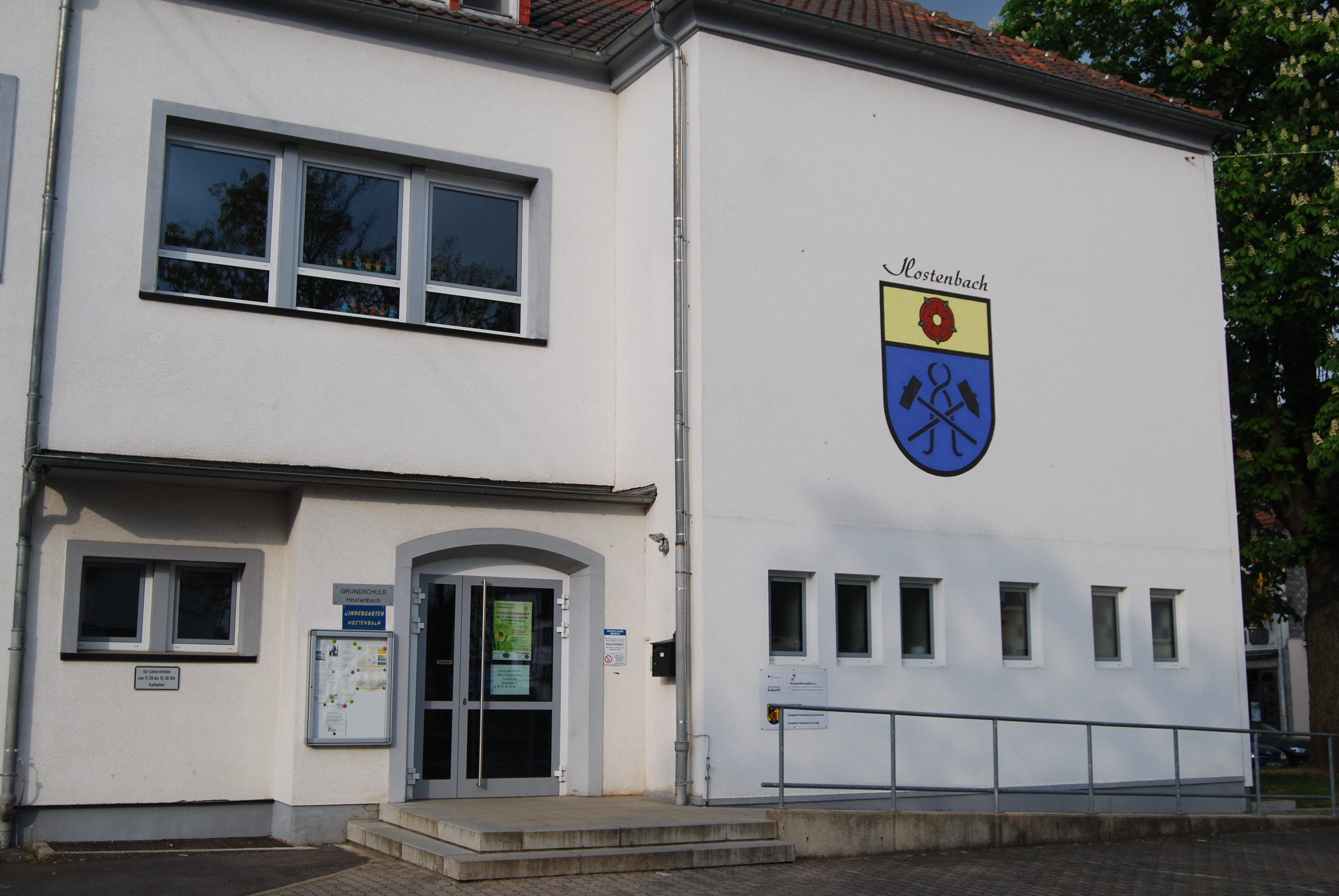
Grundschule

## Persönlichkeiten

### Söhne und Töchter des Orts
- Wilhelm Jagow, Spanienkämpfer und Opfer der nationalsozialistischen Verfolgung.
- Gerd Kennel (* 1952), Gewichtheber[36]
- Reiner Stutz (* 1958), Klassikgitarrist, Lehrauftrag für Gitarre an den Universitäten Köln und Koblenz und Leiter des Saarländischen Zupforchesters[37]

### Persönlichkeiten, die im Ort gewirkt haben
- Nicolas Villeroy (1759–1843), Fabrikant und Besitzer der Kohlengrube Hostenbach.
- Carl Röchling (1827–1910), Industrieller und Geschäftsführer der Grube Hostenbach.
- Richard Vopelius (1843–1911), Fabrikant und Besitzer der Kohlengrube Hostenbach.
- Rudolf Weber (1856–1932), Unternehmer, der das hostenbacher Walzwerk gründete.
- Peter Marx (1871–1958), deutscher Architekt aus Trier, nach dessen Plänen die Pfarrkirche Herz Jesu erbaut wurde.
- Eugen Hach (* 1960), Fußballtrainer in Hostenbach
- Egbert Ulrich (* 1962), deutscher Politiker, der seit 1996 dem Vorstand der CDU Hostenbach angehört.
- Sambo Choji (* 1977), ehemaliger nigerianischer Fußballspieler, der für Hostenbach spielte.

## Vereine
- Freiwillige Feuerwehr Wadgassen Löschbezirk Hostenbach
- KSV Hostenbach (Kraftsportverein)
- Orchesterverein Hostenbach e. V.
- TV Hostenbach e. V.
- Dorfgemeinschaft-Hostenbach e. V.
- Sportfreunde Hostenbach e. V.